# 七星岗塔
七星岗塔，位于中国广东省清远市清远市丁花园内，为清远市的一个市、县级文物保护单位，类型为古建筑，塔为八角五层仿楼阁式建筑，青砖砌墙，面朝东北，高近20米，平面呈正八边形，底层边长2米，壁厚0.97米，公布时间为2001年12月。
七星岗塔的历史年代为民国。